# Grażyna Kowina
Grażyna Kowina (* 6. Mai 1962) ist eine ehemalige polnische Mittel- und Langstreckenläuferin.
Bei den Crosslauf-Weltmeisterschaften kam sie 1987 in Warschau auf Platz 80 und 1988 in Auckland auf Platz 100.
1990 gewann sie beim Paderborner Osterlauf über 10 km, und 1991 wurde sie dort Zweite. Im selben Jahr wurde sie Vierte beim Peking-Marathon. 1992 siegte sie bei der Berliner City-Nacht, 1993 wurde sie Sechste beim Houston-Marathon sowie Vierte beim Berliner Halbmarathon, und 1994 gewann sie den Berliner Frauenlauf.
Dreimal wurde sie polnische Meisterin über 3000 m (1988, 1990, 1991) und je einmal über 800 m (1986) und 5000 m (1990). In der Halle holte sie 1986 den nationalen Titel über 800 m und 1987 über 1500 m.

## Persönliche Bestzeiten
- 800 m: 2:01,36 min, 17. Juni 1986, Warschau
- 1500 m: 4:12,86 min, 23. August 1987, Zabrze
- 3000 m: 9:05,75 min, 5. August 1989, Gateshead
- 5000 m: 16:00,98 min, 10. September 1988, Stargard
- 10.000 m: 33:03,20 min, 18. August 1990, Sopot
- 10-km-Straßenlauf: 33:07 min, 30. März 1993, Paderborn
- Halbmarathon: 1:13:19 h, 4. April 1993, Berlin
- Marathon: 2:34:58 h, 24. Januar 1993, Houston